# Samuel Peter
Samuel Okon Peter (* 6. September 1980 in Akwa Ibom, Nigeria), oft Sam Peter abgekürzt, ist ein nigerianischer Schwergewichtsboxer und ehemaliger WBC-Weltmeister.

## Amateur
Peter hatte nur eine kurze Amateurkarriere mit 18 Siegen bei zwei Niederlagen; unter anderem besiegte er Muchtarchan Dildabekow. Im Jahr 2000 gewann er in Kairo das afrikanische Qualifikationsturnier für die Olympischen Spiele in Sydney. Dort schlug er den Rumänen Konstantin Onofrei, unterlag aber dann im Viertelfinale Paolo Vidoz nach Punkten.

## Profikarriere
Samuel Peter wurde 2001 in den USA Profi, lebt und trainiert in Las Vegas. Sein Manager ist der Bulgare Iwailo Gotsew, promotet wurde er von Duva Boxing und Don King.
Peter ist schwerfällig im Bewegungsablauf, sehr langsam und technisch sehr limitiert. Deswegen konnte er einige Gegner nicht richtigstellen und musste so zum Beispiel mit Jovo Pudar und Charles Shufford über die volle Distanz gehen, obgleich er auch diese Kämpfe ungefährdet gewann. Jeremy Williams schlug er schwer K. o., auch Yanqui Díaz (den bis zu dessen Kampf gegen Vitali Klitschko einzigen Bezwinger von Juan Carlos Gómez) konnte er vorzeitig besiegen. Gegen höherklassige Gegner wurden zudem weitere boxtechnische Mängel offenbart, so neigt er gelegentlich zu illegalen Nackenschlägen.
Am 24. September 2005 unterlag er Wladimir Klitschko in einem WM-Ausscheidungskampf der Verbände WBO und IBF nach Punkten. Klitschko musste in diesem Kampf mehrfach zu Boden: zwei Niederschläge in der fünften Runde, die allerdings durch irreguläre Nackenschläge initiiert wurden, sowie ein dritter Niederschlag in der zehnten Runde. Trotz dieser Niederlage wurde Peter aber weiterhin als einer der wenigen Hoffnungsträger im Schwergewicht gehandelt, er blieb im „Ring Magazine“ in den Top 10. Nach einem Punktsieg über Robert Hawkins und Erstrunden-K.o. gegen Julius Long (Bilanz 14-7) trat Peter am 2. September 2006 in einem Ausscheidungskampf des WBC-Verbandes gegen James Toney an. Toney war zu diesem Zeitpunkt 38 Jahre alt und hatte seinen Zenit bereits weit überschritten. Er gewann umstritten durch ein 2:1-Punktrichterurteil. Aufgrund des kontroversen Urteils ordnete die WBC einen direkten Rückkampf zwischen Peter und Toney an. Diesen gewann am 6. Januar 2007 abermals Samuel Peter, diesmal klar und einstimmig. Er hatte Toney in der zweiten Runde am Boden und bekam gute Kritiken. Er erwarb durch diesen Sieg das Recht, um die WBC-Weltmeisterschaft boxen zu dürfen.
Peter sollte nun gegen den WBC-Titelträger Oleg Maskajew boxen. Da jedoch inzwischen der 2005 verletzungsbedingt abgetretene Ex-Weltmeister Vitali Klitschko seine Rückkehr angekündigt hatte und sein Recht auf einen sofortigen Titelkampf geltend machen wollte, konnte der Kampf zunächst nicht zustande kommen. Nach längeren Verhandlungen einigte man sich schließlich darauf, dass Maskajew zuerst gegen Peter antreten und der Sieger dieses Kampfes den Titel anschließend gegen Klitschko verteidigen sollte. Der Kampf gegen Maskajew wurde für den 6. Oktober 2007 im New Yorker Madison Square Garden angesetzt. Der Russe musste den Kampf allerdings wegen eines in der Vorbereitung erlittenen Bandscheibenvorfalls absagen, woraufhin Peter von der WBC zum Interimstitelträger erklärt wurde. Hätte Maskajew seinen Titel nicht innerhalb eines Jahres gegen Peter verteidigen können, wäre ihm sein Titel aberkannt und Peter kampflos WBC-Weltmeister geworden. Am 6. Oktober boxte Peter um den Interimstitel gegen Jameel McCline. Überraschend musste er zu Beginn des Kampfes schwere Wirkungstreffer hinnehmen und ging in der zweiten Runde einmal, in der dritten Runde zweimal zu Boden; er konnte sich jedoch wieder fangen und den Kampf in der Folgezeit mehr oder weniger dominieren. Seiner Rolle als klarer Favorit konnte er allerdings nicht gerecht werden. Am Ende wurde ihm ein knapper Punktsieg zugesprochen.
Am 8. März 2008 kam es schließlich im mexikanischen Cancún zu dem Duell mit dem bereits 39-jährigen WBC-Weltmeister Oleg Maskajew, der seine beste Zeit schon längst hinter sich hatte. Nach ruhigem Beginn landete Peter kurz vor Ende der sechsten Runde mehrere schwere Wirkungstreffer. Der Kampf wurde abgebrochen, da Maskajew kampfunfähig schien, ohne jedoch zu Boden gegangen zu sein. Peter wurde durch diesen Erfolg WBC-Schwergewichtsweltmeister. Vertragsgemäß musste er anschließend am 11. Oktober 2008 in Berlin gegen den Ukrainer Vitali Klitschko antreten. Nach einseitigem Kampfverlauf, in dem Peter jede Runde verlor, gab er den Kampf nach der achten Runde auf und verlor somit den WBC-Titel bereits in seiner ersten Titelverteidigung. Seinen ersten Kampf nach dem Titelverlust bestritt er im März 2009 gegen den US-Amerikaner Eddie Chambers. Peter, der zu diesem Duell mit dem höchsten Gewicht seiner Profikarriere (mehr als 120 kg) antrat, verlor den Kampf über zwölf Runden nach Punkten und musste somit seine zweite Niederlage in Folge hinnehmen.
Anschließend kämpfte er sich mit vier Siegen wieder in der IBF-Rangliste nach oben; unter anderem gewann er im März 2010 einen Ausscheidungskampf des IBF-Verbandes gegen Nagy Aguilera, der zuvor Oleg Maskajew besiegt hatte. Nachdem die Pflichtverteidigung von IBF/WBO-Weltmeister Wladimir Klitschko gegen Alexander Powetkin am 11. September 2010 in der Commerzbank-Arena in Frankfurt aufgrund Nichteinhaltung von Fristen seitens des russischen Profiboxers nicht zustande kam, erhielt Samuel Peter als der auf Rang zwei platzierte Boxer der IBF-Weltrangliste gegen Klitschko mehr als fünf Jahre nach ihrer ersten Begegnung die Chance auf einen Rückkampf. Doch auch diesen Kampf verlor er; nach vielen schweren Treffern im Verlaufe des Kampfes ging Peter in der zehnten Runde zu Boden, woraufhin der Kampf durch den Ringrichter abgebrochen wurde. Den nächsten Kampf verlor Peter am 2. April 2011 gegen den ungeschlagenen aufstrebenden Finnen Robert Helenius durch K. o. in der neunten Runde.
Anschließend trat Peter erst am 27. September 2014 wieder an. Gegen den US-Amerikaner Ron Aubrey gewann er durch technischen K. o. in der zweiten Runde.

## Liste der Profikämpfe
| 35 Siege (28 K.o.-Siege), 5 Niederlagen (drei K.o.-Niederlagen), 0 Unentschieden |               |                                                              |                                              |                                                     |
| Jahr                                                                             | Tag           | Ort                                                          | Gegner                                       | Ergebnis für Peter                                  |
| 2001                                                                             | 6. Februar    | Sports Palace, Almaty, Kasachstan                            | Georgi Hristov                               | Sieg / KO 1. Runde                                  |
| 2001                                                                             | 10. Mai       | Biltmore Resort, Phoenix, Arizona, USA                       | James Lester                                 | Sieg / TKO 3. Runde                                 |
| 2001                                                                             | 25. Mai       | Estadio Carlos Dittborn, Arica, Chile                        | George Chamberlain                           | Sieg / TKO 1. Runde                                 |
| 2001                                                                             | 28. Juli      | Exhibition Hall, Fort Myers, Florida, USA                    | Shannon Head                                 | Sieg / TKO 1. Runde                                 |
| 2001                                                                             | 25. August    | Flamingo Hilton, Laughlin, Nevada, USA                       | Freddy Gatica                                | Sieg / TKO 1. Runde                                 |
| 2001                                                                             | 28. September | Caesars Palace, Las Vegas, Nevada, USA                       | Giles Knox                                   | Sieg / TKO 1. Runde                                 |
| 2001                                                                             | 10. November  | Fernwood Resort, Bushkill, Pennsylvania, USA                 | Curtis Taylor                                | Sieg / KO 1. Runde                                  |
| 2002                                                                             | 3. März       | Catholic Youth Center, Scranton, Pennsylvania, USA           | Marion Wilson                                | Punktsieg (einstimmig) / 4 Runden                   |
| 2002                                                                             | 22. März      | Celebrity Theater, Phoenix, Arizona, USA                     | Julius Joiner                                | Sieg / TKO 1. Runde                                 |
| 2002                                                                             | 24. Mai       | Brady Theater, Tulsa, Oklahoma, USA                          | Terry Porter                                 | Sieg / KO 2. Runde                                  |
| 2002                                                                             | 7. Juni       | Rawhide Arena, Scottsdale, Arizona, USA                      | Francis Royal                                | Sieg / TKO 2. Runde                                 |
| 2002                                                                             | 27. Juli      | Mandalay Bay Resort & Casino, Las Vegas, Nevada, USA         | Cornelius Ellis                              | Sieg / TKO 2. Runde                                 |
| 2003                                                                             | 7. März       | City Center Pavilion, Reno, Nevada, USA                      | Dale Crowe                                   | Sieg / TKO 4. Runde                                 |
| 2003                                                                             | 21. Juni      | Staples Center, Los Angeles, Kalifornien, USA                | Lyle McDowell                                | Sieg / TKO 4. Runde                                 |
| 2003                                                                             | 30. August    | Sam's Town Casino, Tunica, Mississippi, USA                  | Daniel Frank                                 | Sieg / KO 2. Runde                                  |
| 2003                                                                             | 26. September | HSBC Arena, Buffalo, New York, USA                           | Jason Farley                                 | Sieg / TKO 2. Runde                                 |
| 2004                                                                             | 22. Januar    | Glendale Arena, Phoenix, Arizona, USA                        | Chris Isaac                                  | Sieg / TKO 7. Runde                                 |
| 2004                                                                             | 6. März       | Foxwoods Resort, Mashantucket, Connecticut, USA              | Jose Arimatea Da Silva                       | Sieg / TKO 2. Runde                                 |
| 2004                                                                             | 17. Mai       | Bally's Las Vegas, Las Vegas, Nevada, USA                    | Charles Shufford                             | Punktsieg (einstimmig) / 10 Runden                  |
| 2004                                                                             | 5. August     | Seminole Hard Rock Hotel and Casino, Hollywood, Florida, USA | Jovo Pudar                                   | Punktsieg (einstimmig) / 10 Runden                  |
| 2004                                                                             | 4. Dezember   | Mandalay Bay Resort & Casino, Las Vegas, Nevada, USA         | Jeremy Williams                              | Sieg / KO 2. Runde                                  |
| 2005                                                                             | 22. Januar    | American Airlines Arena, Miami, Florida, USA                 | Yanqui Diaz                                  | Sieg / TKO 5. Runde                                 |
| 2005                                                                             | 29. April     | Union Plaza Casino, Las Vegas, Nevada, USA                   | Gilbert Martinez                             | Sieg / TKO 3. Runde                                 |
| 2005                                                                             | 2. Juli       | Events Center, Reno, Nevada, USA                             | Taurus Sykes                                 | Sieg / KO 2. Runde                                  |
| 2005                                                                             | 24. September | Boardwalk Hall, Atlantic City, New Jersey, USA               | Wladimir Klitschko                           | Punktniederlage (einstimmig) / 12 Runden            |
| 2005                                                                             | 15. Dezember  | Seminole Hard Rock Hotel and Casino, Hollywood, Florida, USA | Robert Hawkins                               | Punktsieg (einstimmig) / 10 Runden                  |
| 2006                                                                             | 28. April     | Mohegan Sun Casino, Uncasville, Connecticut, USA             | Julius Long                                  | Sieg / KO 1. Runde                                  |
| 2006                                                                             | 2. September  | Staples Center, Los Angeles, Kalifornien, USA                | James Toney                                  | Punktsieg (Geteilte Entscheidung) / 12 Runden       |
| 2007                                                                             | 6. Januar     | Seminole Hard Rock Hotel and Casino, Hollywood, Florida, USA | James Toney                                  | Punktsieg (einstimmig) / 12 Runden                  |
| 2007                                                                             | 6. Oktober    | Madison Square Garden, New York, New York, USA               | Jameel McCline interim WBC-Weltmeisterschaft | Punktsieg (einstimmig) / 12 Runden                  |
| 2008                                                                             | 8. März       | Plaza de Toros, Cancun, Quintana Roo, Mexiko                 | Oleg Maskajew WBC-Titelverteidigung          | Sieg / TKO 6. Runde                                 |
| 2008                                                                             | 11. Oktober   | O2 World Berlin, Deutschland                                 | Vitali Klitschko WBC-Titelverteidigung       | Niederlage / Aufgabe 8. Runde                       |
| 2009                                                                             | 27. März      | Nokia Theater, Los Angeles, Kalifornien, USA                 | Eddie Chambers                               | Punktniederlage (Mehrheitsentscheidung) / 10 Runden |
| 2009                                                                             | 25. Juli      | Grand Mayan, Nuevo Vallarta, Nayarit, Mexiko                 | Marcus McGee                                 | Sieg / KO 3. Runde                                  |
| 2009                                                                             | 15. September | Plaza de Toros, Cancún, Quintana Roo, Mexiko                 | Ronald Bellamy                               | Sieg / TKO 2. Runde                                 |
| 2009                                                                             | 19. Dezember  | Beeghly Center, Youngstown, Ohio, USA                        | Gabe Brown                                   | Sieg / TKO 4. Runde                                 |
| 2010                                                                             | 12. März      | Gaylord Hotel, Grapevine, Texas, USA                         | Nagy Aguilera                                | Sieg / TKO 2. Runde                                 |
| 2010                                                                             | 11. September | Commerzbank-Arena, Frankfurt am Main, Deutschland            | Wladimir Klitschko IBF/WBO-Weltmeisterschaft | Niederlage / TKO 10. Runde                          |
| 2011                                                                             | 2. April      | Gerry Weber Stadion, Halle, Deutschland                      | Robert Helenius                              | Niederlage / KO 9. Runde                            |
| 2014                                                                             | 27. September | OKC Downtown Airpark, Oklahoma City, USA                     | Ron Aubrey                                   | Sieg / TKO 2. Runde                                 |
| (Quelle: BoxRec-Datenbank)                                                       |               |                                                              |                                              |                                                     |